# Sapwuahfik
Sapwuahfik, früher Ngatik, ist ein bewohntes Atoll des mikronesischen Bundesstaates Pohnpei. Es liegt etwa 150 Kilometer südwestlich der Insel Pohnpei.
Das keilförmige Atoll mit einer Gesamtfläche von 114 km² weist zehn Inseln sehr unterschiedlicher Größe auf, die ausschließlich auf dem schmalen Saumriff liegen. Die bewohnte Hauptinsel Ngatik liegt ganz im Westen des Atolls.
Im Jahr 2010 lebten 456 Einwohner auf Sapwuahfik.
Entdeckt wurde das Atoll 1773 von Felipe Tompson.

## Inseln
Die Inseln im Uhrzeigersinn, beginnend mit der Hauptinsel Ngatik im Westen:
| Insel                  | Fläche km² | Lage       | Koordinaten                       |
| ---------------------- | ---------- | ---------- | --------------------------------- |
| Ngatik                 | 0,906      | Westspitze | 05° 47′ 19,0″ N, 157° 09′ 34,0″ O |
| Peina                  | 0,206      | Norden     | 05° 51′ 12,0″ N, 157° 17′ 32,0″ O |
| Bigen Karakar          | 0,025      | Nordosten  | 05° 49′ 48,0″ N, 157° 19′ 35,0″ O |
| Jirup                  | 0,023      | Osten      | 05° 48′ 37,0″ N, 157° 20′ 16,0″ O |
| Bigen Kelang           | 0,047      | Osten      | 05° 48′ 03,0″ N, 157° 20′ 28,0″ O |
| Pikepe (Piken Mategan) | 0,009      | Osten      | 05° 47′ 46,0″ N, 157° 20′ 32,0″ O |
| Dekehnman              | 0,009      | Ostspitze  | 05° 47′ 28,0″ N, 157° 20′ 41,0″ O |
| Wat                    | 0,281      | Ostspitze  | 05° 47′ 09,0″ N, 157° 20′ 39,0″ O |
| Pikenmetkow            | 0,006      | Südosten   | 05° 46′ 45,0″ N, 157° 19′ 40,0″ O |
| Uataluk (Wateiluk)     | 0,039      | Süden      | 05° 46′ 30,0″ N, 157° 17′ 30,0″ O |
| Sapwuahfik (Atoll)     | 1,551      | Saumriff   | 05° 48′ 47,0″ N, 157° 16′ 36,0″ O |

Die einzige permanent bewohnte Insel ist die Hauptinsel Ngatik. Sechs weitere Inseln (die größten nach Ngatik) werden von den Bewohnern der Insel Ngatik bewirtschaftet (Ernte von Kokosnüssen, Anbau von Taro, Schweine- und Hühnerhaltung) und weisen insgesamt 12 Unterkunftshütten auf.